# Scharlachrennen
Scharlachrennen sind historische Pferderennen, bei denen der Sieger ein kostbares Stück des Stoffes Scharlach erhielt. Seit dem Zweiten Weltkrieg wird in Nördlingen eine Pferdesportveranstaltung unter diesem Namen ausgetragen.

## Wien

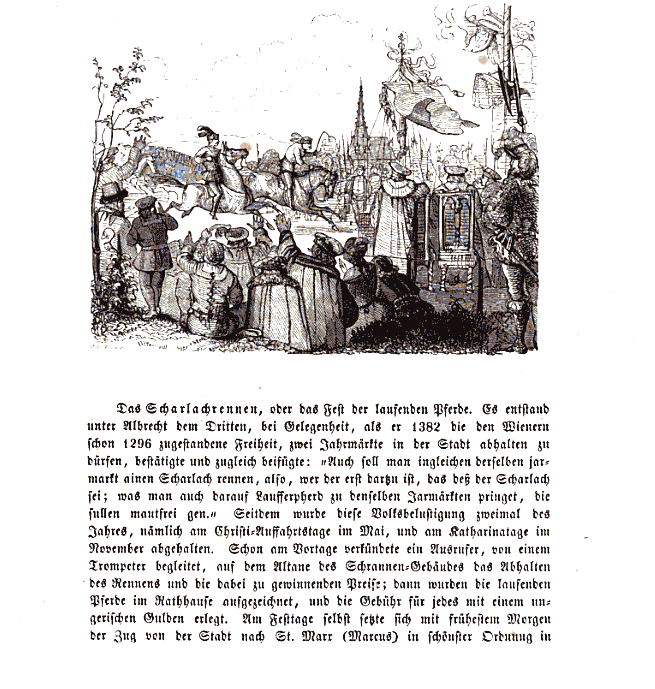
„Das Scharlachrennen“ aus Geschichte der Stadt Wien von Franz Tschischka

Das Scharlachrennen in Wien war ein Pferderennen, das von 1382 bis 1534 zweimal jährlich anlässlich des jeweiligen Wiener Jahrmarkts stattfand.
Das Scharlachrennen wird 1382 erstmals urkundlich erwähnt, im Zusammenhang mit der Verlegung der Jahrmarktstermine auf Christi Himmelfahrt (21. Mai) bzw. St. Katharina (25. November) bei gleichzeitiger Verlängerung der Marktdauer auf je vier Wochen unter Albrecht III. (29. September 1382). Der Sieger erhielt den Stoff Scharlach im Wert von 30 ungarische Gulden. Für die Rennpferde, die aus diesem Anlass nach Wien transportiert wurden, war keinerlei Maut zu entrichten. Das Scharlachrennen wurde am Vorabend bei der Schranne (Gerichtsgebäude) am Hohen Markt durch Trompeter und Ausrufer angekündigt. Der Start war in St. Marx (außerhalb der Stadtmauer), die Rennstrecke ging über den Rennweg zum Wienfluss, dann durch die Ungargasse zurück nach St. Marx. Die Teilnehmer (im Schnitt zwischen sechs und 13 Reiter) mussten sich in eine Liste eintragen, das Nenngeld betrug 1 Ungarischen Forint.
Der zweite Preis war eine Armbrust, der dritte ein Spanferkel. Nach dem Scharlachrennen fand jeweils ein Wettlauf freier Knechte und Mägde statt mit je einem Stück Barchent für Sieger wie Siegerin. Nach der Preisverteilung gab der Bürgermeister auf Kosten der Stadt im Rathaus ein Festmahl. Dem Fest wohnten nicht nur die Spitzen des Bürgertums bei, sondern auch österreichische Landesfürsten. 1486 schickte der ungarische König Matthias Corvinus vier Pferde ins Rennen. Letztmals fand das Scharlachrennen 1534 statt.

## Nördlingen
Das Scharlachrennen in Nördlingen ist eine jährliche Pferdesportveranstaltung, die auf das späte Mittelalter zurückgeht.
Es wurde 1438 erstmals archivalisch belegt und fand jährlich zur Nördlinger Pfingstmesse, jeweils am Montag nach Fronleichnam, statt. Austragungsort der Pferderennen war die Nördlinger Reichswiese, die heute Kaiserwiese genannt wird (). Am Flachrennen nahmen die Pferde wohlhabender Bürger und Fürsten teil. Trophäe war ein bis zu 28 Meter langes Scharlach-Tuch im Wert von 43 Rheinischen Gulden. Der Zweitplatzierte erhielt eine Armbrust, der Dritte ein Schwert, der Letzte eine lebende Sau. Parallel fanden Sportwettkämpfe und ein Volksfest, zeitweise auch ein Rennen der Nördlinger Prostituierten statt.
Ein Zwischenfall ereignete sich 1442, als Ritter Anselm von Eyberg Besucher des Scharlachrennens als Geiseln nahm, um Lösegeld zu erpressen. Bereits im 15. Jahrhundert gab es eine Fachschrift, die ausführliche Trainings- und Fütterungsanweisungen enthält, sich Kunst zu den lauffenden rossen nannte und von dem Rennpferdespezialisten Fritz München verfasst wurde. Die Bauernkriege beendeten die Tradition der Scharlachrennen.

### Scharlachrennen Nördlingen nach dem Zweiten Weltkrieg
Nach dem Zweiten Weltkrieg wurden in Nördlingen wieder Scharlachrennen ausgetragen. Beim ersten Scharlachrennen im Jahr 1948 siegte Hans Günter Winkler. Neben dem eigentlichen Scharlachrennen wurden weitere pferdesportliche Prüfungen ausgetragen. In den 1950er Jahren entwickelte sich das Turnier zum Publikumsmagnet, 1950 zählte das Turnier 50.000 Zuschauer. In den folgenden Jahren sank jedoch das Publikumsinteresse, 1969 wurden nur noch 11.000 Zuschauer verzeichnet. Auf den Starterlisten der Spring- und Dressurprüfungen fanden sich im Laufe der Jahrzehnte international bekannte Reiter wie Fritz Thiedemann, Alwin Schockemöhle, Hugo Simon, Christina Liebherr sowie Heike Kemmer und Ulla Salzgeber.
Seit dem Jahr 2008 wird das Turnier, auf Initiative und Federführung von Hans Günter Winkler, als internationales CSI 2* bzw. CSI 3* ausgetragen. Daneben werden nationale Dressurprüfungen bis zur Klasse S ausgetragen.
Das Scharlachrennen selbst war in seinem bis 2009 durchgeführten Austragungsmodus weltweit einmalig. Er beinhaltete Dressur, Springen, Jagdpferdeprüfung hinter der Meute und ein abschließendes Flachrennen, das unter den besten Bewerbern ausgetragen wurde. Im Jahr 2009 wurde, nachdem 2008 nur sieben Starter an der kombinierten Prüfungen und drei Reiter am Pferderennen teilnahmen, erstmals ein neuer Austragungsmodus durchgeführt. Erste Teilprüfung ist eine nationale Vielseitigkeitsprüfung der Klasse L. Am Sonntag wird dann das traditionelle Pferderennen als zweite – gesondert gewertete – Teilprüfung ausgetragen.
Im Jahr 2012 kehrte man zu alten Traditionen zurück und trug unter dem Namen Scharlachrennen eine kombinierte Prüfung aus einer Stilspringprüfung der Klasse L und einer Jagdpferdeprüfung der Klasse L aus. Zudem fand als gesonderte Prüfung am Sonntag das Pferderennen statt. Im Jahr 2014 gab es statt der kombinierten Prüfung eine Springprüfung der Klasse L über Naturhindernisse, die als Qualifikation zum Galopprennen am Sonntag diente.
2019 wurde die 13. Fohlenauktion im Rahmen des Scharlachrennens durchgeführt. 2020 und 2021 fiel die Veranstaltung wegen COVID-19, 2022 wegen Dürre und Hitze aus.

### Scharlachrennen Nördlingen Siegerliste ab 2006
Quellen:
| Jahr      | Ausschreibung des Turniers                                  | Sieger im Scharlachrennen (kombinierte Wertung bzw. Vielseitigkeit) | Sieger im Scharlachrennen (Pferderennen) | Sieger im Großen Preis der Springreiter |
| --------- | ----------------------------------------------------------- | ------------------------------------------------------------------- | ---------------------------------------- | --------------------------------------- |
| 2006      | nationales Spring- und Dressurreitturnier                   | Julia Schmid Flox                                                   | Bianca Heger Alfa Course                 | Armin Schäfer jun. Cassini              |
| 2007      | nationales Spring- und Dressurreitturnier                   | Bruno Six Kronprinz                                                 | Bianca Heger Alfa Course                 | Maximilian Ziegler Colette              |
| 2008      | CSI 3*, nationales Dressurreitturnier                       | Julia Schmid Flox                                                   | Bianca Heger Alfa Course                 | Marcus Ehning Sabrina                   |
| 2009      | CSI 2*, nationales Dressur- und Vielseitigkeitsreitturnier  | Bodo Battenberg Räuber Hotzenplotz                                  | Bodo Battenberg Räuber Hotzenplotz       | Marcus Ehning Sandro Boy                |
| 2010      | CSI 2*, nationales Dressur- und Vielseitigkeitsreitturnier  | Michael Jung Vincent                                                | Anja Beifuss De Negro                    | Tim Hoster Rastellie                    |
| 2011      | nationales Spring-, Dressur- und Vielseitigkeitsreitturnier | Julia Schmid Ronaldinio                                             | Roland Freund Koryfeusz                  | Maximilian Ziegler Ratina 193           |
| 2012      | nationales Spring- und Dressurreitturnier                   | Julia Mestern FRH Schorsch                                          | Julia Mestern FRH Schorsch               | Michael Kölz Dipylon                    |
| 2013      | nationales Spring- und Dressurreitturnier                   | Carolina Wieland Larry Lässig                                       | Anja Fahrmeier Eulogius xx               | Simone Blum Flying Boy                  |
| 2014      | nationales Spring- und Dressurreitturnier                   | -                                                                   | Bodo Battenberg Cadgold                  | Stefanie Boniberger Limerick            |
| 2015      | nationales Spring- und Dressurreitturnier                   | -                                                                   | Ergebnis nicht veröffentlicht            | Simone Blum Flying Boy                  |
| 2016      | nationales Spring- und Dressurreitturnier                   | -                                                                   | Ergebnis nicht veröffentlicht            | Hans-Peter Konle Cobelix                |
| 2017      | nationales Spring- und Dressurreitturnier                   | -                                                                   | Romina Berr Greenlawn True Enough        | Patrick Afflerbach Cassito und Ciara    |
| 2018      | nationales Spring- und Dressurreitturnier                   | -                                                                   | Alois Gräter Bacchus                     | Hans-Peter Konle Quick Stepp            |
| 2019      | nationales Spring- und Dressurreitturnier                   | -                                                                   | Roland Freund Koryfeusz                  | Tobias Bachl Cicera de la Vayrie B      |
| 2020      | ausgefallen wegen COVID-19                                  | -                                                                   | -                                        | -                                       |
| 2021      | ausgefallen wegen COVID-19                                  | -                                                                   | -                                        | -                                       |
| 2022      | ausgefallen wegen Dürre und Hitze                           | -                                                                   | -                                        | -                                       |
| 2023–2024 | ausgefallen wegen mangelnder Infrastruktur                  | -                                                                   | -                                        | -                                       |

## München

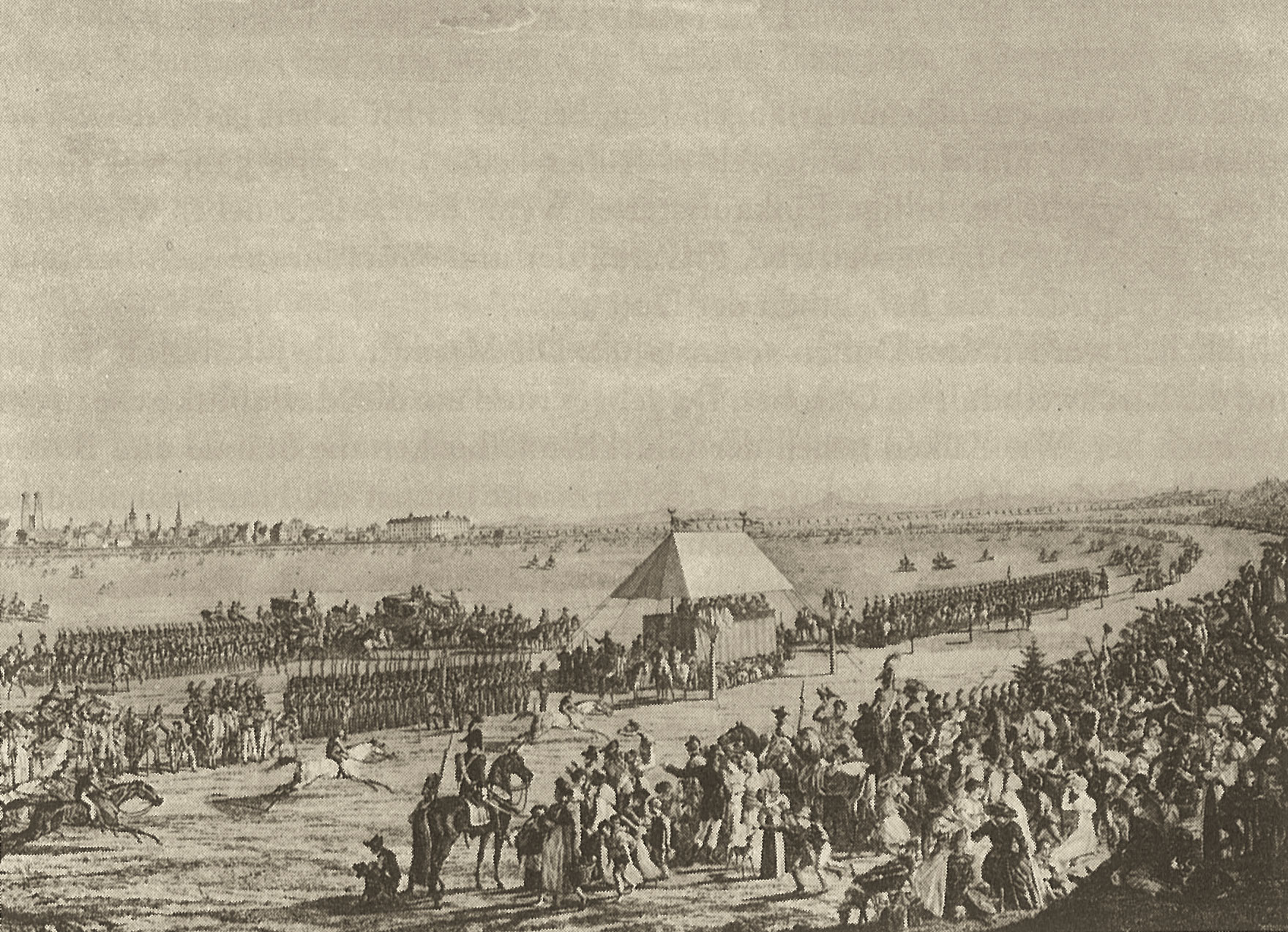
Pferderennen auf der Theresienwiese, um 1811

Am Jakobidult 1448 fand das Scharlachrennen erstmals vor dem Karlstor in München statt, nachdem es vom bayrischen Herzog Albrecht III. und der Stadt ausgeschrieben worden war. Letztmals fand das Rennen 1786 statt.
1810 wurde das Rennen von der Münchner Bürgerschaft zu Ehren der Hochzeit des Kronprinzen Ludwigs und Prinzessin Therese von Sachsen-Hildburghausen wieder auferlebt, woraus das Oktoberfest entstand. Das Pferderennen wurde am Oktoberfest nach dem Krieg mit Ausnahme des 150. Jubiläums 1960 und des 200. Jubiläums 2010 nicht mehr veranstaltet.